# アイリーン・キャラ
アイリーン・キャラ（英語: Irene Cara, 1959年3月18日 - 2022年11月25日）は、アメリカのシンガーソングライター、女優。
「フェーム」「フラッシュダンス…ホワット・ア・フィーリング」のヒットで知られる。

## 来歴
ニューヨーク・ブロンクスに生まれた。プエルトリコ系の父とキューバ系の母を持つ。幼い頃からスペイン語放送のテレビで子役として活動。レコードも吹き込んでいた。10代の頃もタレントとして多くのテレビ番組に出演した。
1980年に映画『フェーム』に出演。当初はダンサー役の予定であったが、彼女の歌を聞いた製作者が、歌手役に変更した。歌った主題歌も大ヒットしアカデミー歌曲賞を受賞、スターダムにのし上がった。1983年には映画『フラッシュダンス』の主題歌「フラッシュダンス…ホワット・ア・フィーリング」が全米1位となり、世界中で大ヒットを記録した。2度目のアカデミー歌曲賞、およびグラミー賞の最優秀女性歌唱賞などを受賞した。
しかしレコード会社との契約方式のため、大ヒットにもかかわらずほとんど報酬を受け取れず、そのためにレコード会社を訴える。1993年に勝訴したが、1980年代半ば以降は音楽活動はほとんど行えないという不運に遭遇し、ヨーロッパに移住した。その後帰国し、アメリカ合衆国フロリダのニューポートに住んだ。また音楽活動も再開し、彼女自身がプロデューサー兼シンガーとしてフロリダを中心にガールズバンド Hot Caramelを率いて小規模ながら活動した。
2022年11月25日、フロリダ州の自宅で死去していたことが26日に広報担当者から発表された。63歳没。

## ディスコグラフィ

### スタジオ・アルバム
- 『アイリーン・キャラ・デビュー』 - Anyone Can See（1982年）
- 『フラッシュダンス…ホワット・ア・フィーリング』 - What a Feelin'（1983年）
- 『キャラスマティック』 - Carasmatic（1987年）
- Irene Cara Presents Hot Caramel（2011年）

### シングル
- 「フェーム」 - "Fame"（1980年）
- "Hot Lunch Jam"（1980年）
- 「あなたを求めて」 - "Out Here on My Own"（1980年）
- "Anyone Can See"（1982年）
- "My Baby (He's Something Else)"（1982年）
- 「フラッシュダンス…ホワット・ア・フィーリング」 - "Flashdance... What a Feeling"（1983年）
- 「ホワイ・ミー」 - "Why Me?"（1983年）
- 「ドリーム」 - "The Dream (Hold on to Your Dream)"（1983年）
- 「キープ・オン」 - "Keep On"（1983年）※UCC缶コーヒーCFイメージ・ソング
- 「ブレイクダンス」 - "Breakdance"（1984年）
- 「恋はマジック」 - "You Were Made for Me"（1984年）
- 「ガールフレンズ」 - "Girlfriends"（1987年）
- "What a Feeling"（2001年）※DJ BoBo & Irene Cara名義
- "Downtown"（2004年）

### 参加サウンドトラック・アルバム
- The Me Nobody Knows（1971年）※「Black」収録
- 『フェーム』 - Fame（1980年）※「Fame」「Out Here on My Own」「Hot Lunch Jam」「I Sing the Body Electric」収録
- 『ビート・スキャンダル／殺意の誘惑』 - Killing 'em Softly（1982年）※「City Nights」収録
- 『フラッシュダンス』 - Flashdance（1983年）※「Flashdance... What a Feeling」収録
- 『D.C.キャブ』 - D.C. Cab（1983年）※「The Dream (Hold On To Your Dream)」収録
- Going Bananas（1984年）※「Going Bananas」収録。TVシリーズ・テーマ・ソング
- 『シティヒート』 - City Heat（1984年）※「Embraceable You」「Get Happy」収録
- 『暴力天使』 - Certain Fury（1985年）※「Certain Fury」収録
- 『炎のファイター』 - Busted Up（1986年）※「Busted Up」「Dying For Your Love」「I Can't Help Feeling Empty」「She Works Hard For Her Money」収録
- The Longshot（1986年）※「The Long Shot」収録
- 『天国から来たわんちゃん』 - All Dogs Go to Heaven（1989年）※「Love Survives」収録（with フレディ・ジャクソン）
- Happily Ever After（1990年）※「Love is the Reason」収録
- Caged in Paradiso（1990年）※「Paradiso」収録
- China Cry（1990年）※「No One But You」収録
- 『ピコとコロンブスの冒険』 - The Magic Voyage（1992年）※「We'll Always Be Together」収録
- 『フル・モンティ』 - The Full Monty（1995年）※「Flashdance... What a Feeling」収録（再レコーディング）
- Downtown: A Street Tale（2004年）※「Downtown」収録

### ボーカル参加アルバム
- ブレッカー・ブラザーズ : 『デタント』 - Detente（1980年）※バックボーカル
- ジミー・メイレン : Beats Workin'（1987年）
- スタンリー・タレンタイン : Home Again（1982年）
- DJ BOBO : Planet Colors（2001年）
- DJ BOBO : Celebration（2002年）